# Barybas compacta
Barybas compacta är en skalbaggsart som beskrevs av Wilhelm Ferdinand Erichson 1847. Barybas compacta ingår i släktet Barybas och familjen Melolonthidae. Inga underarter finns listade.